# 蒙达尔迪耶
蒙达尔迪耶（法語：Montdardier，法語發音：[mɔ̃daʁdje]）是法国加尔省的一个市镇，位于该省西部，属于勒维冈区。

## 地理
蒙达尔迪耶（43°55'39"N, 3°35'30"E）面积35.25 平方千米，位于法国奧克西塔尼大區加尔省，该省份为法国南部沿海省份，南端濒地中海，北起顺时针与阿尔代什省、沃克吕兹省、罗讷河口省、埃罗省、阿韦龙省和洛泽尔省接壤。
与蒙达尔迪耶接壤的市镇（或旧市镇、城区）包括：莫利耶尔-卡瓦亚克、阿尔、布朗达、波米耶、罗格、圣洛朗勒米尼耶、戈尔涅斯。

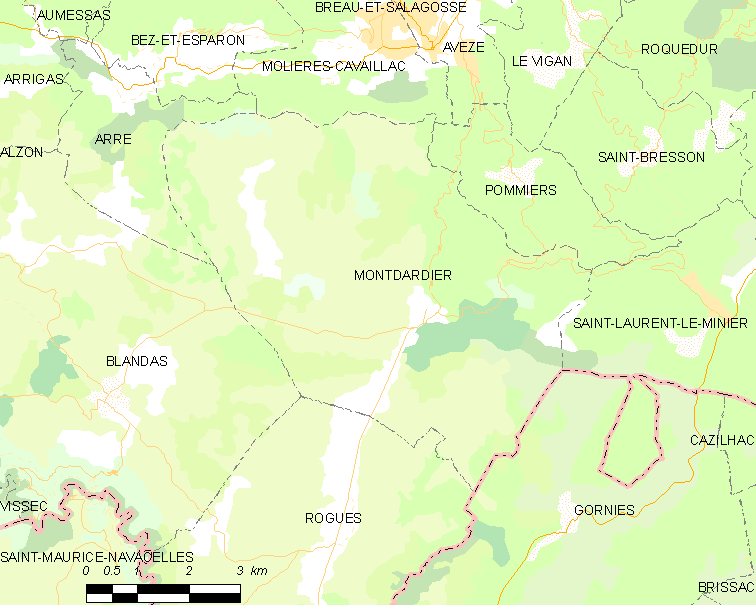
蒙达尔迪耶的OSM定位图

蒙达尔迪耶的时区为UTC+01:00、UTC+02:00（夏令时）。

## 行政
蒙达尔迪耶的邮政编码为30120，INSEE市镇编码为30176。

## 政治
蒙达尔迪耶所属的省级选区为勒维冈县。

## 人口

1962-2008年间蒙达尔迪耶人口变化图示

蒙达尔迪耶于2022年1月1日时的人口数量为198人。